# Flagi gmin w województwie warmińsko-mazurskim
Flagi gmin w województwie warmińsko-mazurskim – lista symboli gminnych w postaci flagi, obowiązujących w województwie warmińsko-mazurskim.

Flaga województwa warmińsko-mazurskiego

Zgodnie z definicją, flaga to płat tkaniny określonego kształtu, barwy i znaczenia, przymocowywany do drzewca lub masztu. Może on również zawierać herb lub godło danej jednostki administracyjnej. W Polsce jednostki terytorialne (rady gmin, miast i powiatów) mogą ustanawiać flagi zgodnie z „Ustawą z dnia 21 grudnia 1978 o odznakach i mundurach”. W pierwotnej wersji pozwalała ona jednostkom terytorialnym jedynie na ustanawianie herbów. Mimo to wiele miast i gmin, w tym w województwie warmińsko-mazurskim, podejmowało uchwały i używało flagi jako swojego symbolu. Dopiero „Ustawa z dnia 29 grudnia 1998 o zmianie niektórych ustaw w związku z wdrożeniem reformy ustrojowej państwa” oficjalnie potwierdziła prawo województw, powiatów i gmin do ustanawiania tego symbolu jednostki terytorialnej.
W 2025 w województwie warmińsko-mazurskim swoją flagę posiadało 63 ze 116 gmin. Symbol ten, od 2002, ma ustanowione samo województwo.

## Lista obowiązujących flag gminnych

### Powiat bartoszycki
| Gmina                    | Wzór | Opis |
| ------------------------ | ---- | --- |
| Miasto Bartoszyce        |      | Flaga miasta to prostokątny płat tkaniny o proporcjach od 2:3 do 5:8 koloru czarnego, z białym pasem w górnej części i białym toporem w centralnej części. Flaga nawiązuje do opisanej przez Jana Długosza w dziele Banderia Prutenorum krzyżackiej chorągwi Bartoszyc. |
| Miasto i gmina Bisztynek |      | Flaga gminy została ustanowiona uchwałą nr XXVII/159/17 z 31 marca 2017. Jest to prostokątny płat tkaniny o proporcjach 5:8 koloru błękitnego, z którego lewej strony umieszczono godło z herbu gminy.                                                                  |

### Powiat braniewski
| Gmina                    | Wzór | Opis |
| ------------------------ | ---- | --- |
| Miasto Braniewo          |      | Flaga miasta, autorstwa Kamila Wójcikowskiego i Roberta Fidury, została ustanowiona uchwałą nr III/16/24 z 19 czerwca 2024 r. Jest to prostokątny płat tkaniny o proporcjach 5:8 (szerokość do długości), podzielony na trzy pionowe pasy w stosunku 3:10:3: czerwony, biały z zielonym drzewem i błękitny. Centralny pas flagi nawiązuje do tarczy herbowej herbu Braniewa, zaś boczne pasy do jego trzymaczy. Poprzedni wzór flagi obowiązywał w latach 1991-2024. Był to prostokątny płat tkaniny o proporcjach 7:11, w wersji poziomej (podstawowej, zgodnie z uchwałą) lub pionowej (zgodnie ze statutem), podzielony na trzy równe pasy: zielony, biały i czerwony. W jego centralnej części umieszczono herb miasta. |
| Miasto i gmina Frombork  |      | Flaga gminy to prostokątny płat tkaniny o proporcjach 2:3, podzielony na trzy części: niebieską, żółtą i czerwoną w kształcie chorągwi. Z lewej strony może zawierać herb gminy. |
| Gmina Lelkowo            |      | Flaga gminy została ustanowiona uchwałą nr XVI/78/12 z 20 czerwca 2012. Jest to prostokątny płat tkaniny o proporcjach 5:8 koloru zielonego (symbol rolnictwa gminy), z którego lewej strony umieszczono herb gminy. |
| Miasto i gmina Pieniężno |      | Flaga gminy to prostokątny płat tkaniny, podzielony na trzy równe poziome pasy: żółty, biały i niebieski. W jego centralnej części umieszczono herb gminy. |
| Gmina Płoskinia          |      | Flaga gminy prostokątny płat tkaniny, podzielony na trzy poziome pasy: zielony, wąski żółty i niebieski. W jego centralnej części umieszczono herb gminy. |

### Powiat działdowski
| Gmina                   | Wzór | Opis |
| ----------------------- | ---- | --- |
| Miasto Działdowo        |      | Flaga miasta została ustanowiona 28 marca 1996. Jest to prostokątny płat tkaniny o proporcjach 5:8, podzielony na dwa równe poziome pasy: żółty i błękitny. W lewym górnym rogu umieszczono tarczę rycerską podzieloną na 12 pól w czerwono-białą szachownicę, pochodzącą z herbu miasta. |
| Miasto i gmina Lidzbark |      | Flaga gminy to prostokątny płat tkaniny o proporcjach 5:8, podzielony na trzy poziome pasy: dwa białe i niebieski w stosunku 4:1:4. W jego centralnej części umieszczono herb gminy. |

### Miasto Elbląg
| Wzór | Opis |
| ---- | --- |
|      | Flaga miasta nawiązuje do banneru z czasów hanzeatyckich. Jest to prostokątny płat tkaniny, podzielony na dwa równe poziome pasy: biały i czerwony. Z lewej strony umieszczono dwa krzyże maltańskie: górny czerwony i dolny biały. |

### Powiat elbląski
| Gmina                    | Wzór | Opis |
| ------------------------ | ---- | --- |
| Gmina Elbląg             |      | Flaga gminy została ustanowiona uchwałą nr 143/XIX/2000 z 8 czerwca 2000. Jest to prostokątny płat tkaniny, podzielony na trzy równe poziome pasy: czerwony, biały i zielony. W jego centralnej części umieszczono herb gminy.                                                                                     |
| Gmina Gronowo Elbląskie  |      | Flaga gminy została ustanowiona uchwałą nr XVII/116/04 z 17 czerwca 2004. Jest to prostokątny płat tkaniny o proporcjach 5:8 koloru niebieskiego, w którego centralnej części umieszczono herb gminy. |
| Gmina Milejewo           |      | Flaga gminy, autorstwa Kamila Wójcikowskiego i Roberta Fidury, została ustanowiona uchwałą nr XXXV/199/2018 z 11 maja 2018. Jest to prostokątny płat tkaniny o proporcjach 5:8, podzielony na 5 pionowych pasów: trzy białe i dwa czerwone w stosunku 1:2:10:2:1. W jego centralnej części umieszczono herb gminy. |
| Miasto i gmina Młynary   |      | Flaga gminy została ustanowiona uchwałą nr XXIX/186/2017 z 30 marca 2017. Jest to prostokątny płat tkaniny o proporcjach 5:8 koloru błękitnego, w którego centralnej części umieszczono godło z herbu gminy. |
| Miasto i gmina Pasłęk    |      | Flaga gminy została ustanowiona uchwałą nr XXIII/117/92 z 18 września 1992. Jest to prostokątny płat tkaniny o proporcjach 5:8, podzielony na 5 poziomych pasów: dwa żółte, dwa czerwone i biały. W jego centralnej części może znajdować się herb gminy.                                                          |
| Miasto i gmina Tolkmicko |      | Flaga gminy to prostokątny płat tkaniny o proporcjach 5:8, podzielony na trzy poziome pasy: zielony, żółty i niebieski w stosunku 1:8:1. W jego lewej części umieszczono godło z herbu gminy. |

### Powiat ełcki
| Gmina      | Wzór | Opis |
| ---------- | ---- | --- |
| Miasto Ełk |      | Flaga miasta została ustanowiona przed 2000. Jest to prostokątny płat tkaniny o proporcjach 5:8, podzielony na dwa równe poziome pasy: błękitny i zielony. W jego centralnej części umieszczono herb miasta.                                                           |
| Gmina Ełk  |      | Flaga gminy została ustanowiona uchwałą nr XXXI/230/2016 z 26 sierpnia 2016. Jest to prostokątny płat tkaniny o proporcjach 5:8, podzielony na dwie części: lewą żółtą, z herbem gminy oraz prawą, podzieloną na siedem niebieskich i żółtych pasów równej szerokości. |

### Powiat giżycki
| Gmina          | Wzór | Opis |
| -------------- | ---- | --- |
| Miasto Giżycko |      | Flaga miasta została ustanowiona 25 kwietnia 1991, obecna wersja, autorstwa Kamila Wójcikowskiego i Roberta Fidury, została ustanowiona uchwałą nr XVII/111/2019 z 30 października 2019. Jest to prostokątny płat tkaniny o proporcjach 5:8 koloru błękitnego, w którego lewej części umieszczono godło z herbu miasta. |
| Gmina Giżycko  |      | Flaga gminy została ustanowiona 30 czerwca 1999. Jest to prostokątny płat tkaniny o proporcjach 5:8, podzielony na dwanaście niebieskich i białych pól rozchodzących się promieniście od środka płata (niebieskie pola nawiązują do jezior gminy). W jego centralnej części umieszczono herb gminy.                     |
| Gmina Miłki    |      | Flaga gminy została ustanowiona uchwałą nr XXIX/214/2005 z 23 września 2005. Jest to prostokątny płat tkaniny o proporcjach 5:8, podzielony na trzy poziome pasy: dwa białe i błękitny w stosunku 1:3:1. W jego centralnej części umieszczono herb gminy.                                                               |

### Powiat gołdapski
| Gmina                 | Wzór | Opis |
| --------------------- | ---- | --- |
| Miasto i gmina Gołdap |      | Flaga gminy została ustanowiona uchwałą nr XIV/121/96 z 16 lutego 1996. Jest to prostokątny płat tkaniny o proporcjach 2:3 koloru zielonego, w którego centralnej części umieszczono herb gminy, otoczony złotymi porożami jelenia, a nad nim liczbę „1570”, nawiązującą do daty nadania praw miejskich. |

### Powiat iławski
| Gmina                    | Wzór | Opis |
| ------------------------ | ---- | --- |
| Miasto Iława             |      | Flaga miasta została ustanowiona 24 kwietnia 1997. Jest to prostokątny płat tkaniny, podzielony na dziesięć poziomych falistych pasów w kolorach białym i niebieskim. W lewym górnym rogu umieszczono herb miasta.                                                                                                |
| Gmina Iława              |      | Flaga gminy to prostokątny płat tkaniny o proporcjach 5:8, podzielony na trzy pionowe pasy: dwa błękitne i żółty w stosunku 1:3:1. W jego centralnej części umieszczono herb gminy. |
| Miasto i gmina Kisielice |      | Flaga gminy, autorstwa Kamila Wójcikowskiego i Roberta Fidury, została ustanowiona uchwałą nr XXXVIII/309/2022 z 25 maja 2022. Jest to prostokątny płat tkaniny o proporcjach 5:8 koloru błękitnego, przecięty białym skośnym pasem, biegnącym z lewego dolnego rogu. W lewym górnym roku umieszczono herb gminy. |
| Miasto Lubawa            |      | Flaga miasta to prostokątny płat tkaniny o proporcjach 1:2 koloru białego, w którego centralnej części umieszczono herb miasta i czarny napis „LUBAWA”. |
| Gmina Lubawa             |      | Flaga gminy została ustanowiona w 1996. Jest to prostokątny płat tkaniny o proporcjach 5:8, podzielony na trzy równe poziome pasy: biały, zielony i żółty. |
| Miasto i gmina Zalewo    |      | Flaga gminy, autorstwa Alfreda Znamierowskiego, została ustanowiona w maju 1998. Jest to prostokątny płat tkaniny o proporcjach 5:8, podzielony na dwie części: lewą błękitną, z herbem gminy oraz prawą, podzieloną na trzynaście błękitnych i białych pasów, symbolizujących jeziora gminy.                     |

### Powiat kętrzyński
| Gmina                 | Wzór | Opis |
| --------------------- | ---- | --- |
| Gmina Barciany        |      | Flaga gminy to prostokątny płat tkaniny o proporcjach 5:8, podzielony na trzy równe poziome pasy: biały, zielony i żółty. |
| Miasto Kętrzyn        |      | Flaga miasta to prostokątny płat tkaniny, podzielony na dwa równe poziome pasy: niebieski i biały. W jego centralnej części umieszczono herb miasta. |
| Miasto i gmina Korsze |      | Flaga gminy to prostokątny płat tkaniny, podzielony na trzy równe poziome pasy: żółty, czerwony i zielony. W jego centralnej części umieszczono herb gminy.                                                                                              |
| Miasto i gmina Reszel |      | Flaga gminy została ustanowiona uchwałą nr XVII/101/08 z 24 kwietnia 2008. Jest to prostokątny płat tkaniny, podzielony na dwa równe pionowe pasy: zielony z godłem z herbu gminy (symbol lasu i rolnictwa) oraz żółty (nawiązujący do historii miasta). |

### Powiat lidzbarski
| Gmina                     | Wzór | Opis |
| ------------------------- | ---- | --- |
| Miasto Lidzbark Warmiński |      | Flaga miasta została ustanowiona 20 maja 1998. Jest to prostokątny płat tkaniny, podzielony na dwa pasy: czerwony i biały. W lewym górnym rogu umieszczono godło z herbu miasta. Flaga nawiązuje do opisanej przez Jana Długosza w dziele Banderia Prutenorum krzyżackiej chorągwi biskupstwa warmińskiego. |
| Gmina Lidzbark Warmiński  |      | Flaga gminy została ustanowiona uchwałą nr XXXIII/268/2013 z 30 października 2013. Jest to prostokątny płat tkaniny o proporcjach 5:8, podzielony na 5 pionowych pasów: trzy błękitne i dwa białe w stosunku 12:11:34:11:12. W jego centralnej części umieszczono godło z herbu gminy.                      |
| Gmina Lubomino            |      | Flaga gminy to prostokątny płat tkaniny koloru żółtego, w którego centralnej części umieszczono herb gminy. |
| Miasto i gmina Orneta     |      | Flaga gminy została ustanowiona 21 czerwca 1995. Jest to prostokątny płat tkaniny o proporcjach 2:5, podzielony na trzy równe poziome pasy: biały, czarny i zielony. |

### Powiat mrągowski
| Gmina                    | Wzór | Opis |
| ------------------------ | ---- | --- |
| Miasto i gmina Mikołajki |      | Flaga gminy została ustanowiona 20 czerwca 1996. Jest to prostokątny płat tkaniny o proporcjach 3:5, podzielony na cztery ćwiartki: dwie białe, czerwoną i niebieską. W prawym górnym rogu może znajdować się herb gminy.                                         |
| Miasto Mrągowo           |      | Flaga miasta została ustanowiona uchwałą nr XXVI/3/2000 z 29 czerwca 2000. Jest to prostokątny płat tkaniny o proporcjach 5:8, podzielony na trzy pionowe pasy: dwa błękitne i biały w stosunku 1:3:1. W jego centralnej części umieszczono godło z herbu miasta. |
| Gmina Piecki             |      | Flaga gminy została ustanowiona 7 września 1996. Jest to prostokątny płat tkaniny o proporcjach 5:8, podzielony na trzy równe poziome pasy: dwa żółte i błękitny.                                                                                                 |

### Powiat nowomiejski
| Gmina                        | Wzór | Opis |
| ---------------------------- | ---- | --- |
| Gmina Biskupiec              |      | Flaga gminy została ustanowiona uchwałą nr XXVI/158/04 z 16 grudnia 2004. Jest to prostokątny płat tkaniny o proporcjach 5:8, podzielony na dwa poziome pasy: żółty i zielony w stosunku 3:1. W centralnej części górnego pasa umieszczono herb gminy. |
| Gmina Grodziczno             |      | Flaga gminy została ustanowiona uchwałą nr XII/96/08 z 8 lutego 2008. Jest to prostokątny płat tkaniny o proporcjach 5:8, podzielony na dwa poziome pasy: żółty i zielony w stosunku 2:1. W jego centralnej części umieszczono herb gminy.             |
| Miasto Nowe Miasto Lubawskie |      | Flaga miasta została ustanowiona uchwałą nr XIX/142/2012 z 24 kwietnia 2012. Jest to prostokątny płat tkaniny o proporcjach 5:8, podzielony na dwa równe poziome pasy: czerwony i żółty. Z jego lewej strony umieszczono godło z herbu miasta.         |

### Powiat olecki
| Gmina                 | Wzór | Opis |
| --------------------- | ---- | --- |
| Miasto i gmina Olecko |      | Flaga gminy została ustanowiona uchwałą nr XXIX/214/2005 z 23 września 2005. Jest to prostokątny płat tkaniny o proporcjach 5:8, podzielony na trzy poziome pasy: dwa czerwone i biały w stosunku 1:5:1. W jego centralnej części umieszczono godło z herbu gminy. |

### Miasto Olsztyn
| Wzór | Opis |
| ---- | --- |
|      | Flaga miasta, autorstwa Jacka Skorupskiego, została ustanowiona w 2003. Jest to prostokątny płat tkaniny o proporcjach 5:8 koloru błękitnego, w którego lewej części umieszczono złotą muszlę (symbol św. Jakuba), a pod nią białą linię falistą, nawiązującą do Łyny. |

### Powiat olsztyński
| Gmina                       | Wzór | Opis |
| --------------------------- | ---- | --- |
| Miasto i gmina Biskupiec    |      | Flaga gminy to prostokątny płat tkaniny o proporcjach 5:8 koloru białego, w którego centralnej części umieszczono herb gminy. |
| Miasto i gmina Dobre Miasto |      | Flaga gminy została ustanowiona uchwałą nr XXVI/129/2020 z 20 lutego 2020. Jest to prostokątny płat tkaniny o proporcjach 5:8, podzielony na trzy poziome pasy: czerwony, biały i zielony w stosunku 1:2:1. W jego centralnej części umieszczono godło z herbu gminy. |
| Gmina Jonkowo               |      | Flaga gminy została ustanowiona uchwałą nr XLV/324/2002 z 9 października 2002. Jest to prostokątny płat tkaniny o proporcjach 1:2, podzielony na dwa równe poziome pasy: żółty i niebieski. W jego centralnej części umieszczono herb gminy.                          |
| Miasto i gmina Olsztynek    |      | Flaga gminy została ustanowiona uchwałą nr XVI-144/04 z 29 czerwca 2004. Jest to prostokątny płat tkaniny o proporcjach 5:8, podzielony na trzy równe poziome pasy: błękitny, żółty i zielony. W jego centralnej części może znajdować się herb gminy.                |
| Gmina Świątki               |      | Flaga gminy została ustanowiona uchwałą nr XXIV/214/2017 z 28 września 2017. Jest to prostokątny płat tkaniny o proporcjach 5:8, podzielony na trzy poziome pasy: czerwony, biały i zielony w stosunku 1:2:1. W jego centralnej części umieszczono herb gminy.        |

### Powiat ostródzki
| Gmina                | Wzór | Opis |
| -------------------- | ---- | --- |
| Gmina Dąbrówno       |      | Flaga gminy została ustanowiona uchwałą nr XXXVI/254/06 z 31 sierpnia 2006. Jest to prostokątny płat tkaniny o proporcjach 5:8 koloru czerwonego, otoczony cienkim czarnym konturem, w którego centralnej części umieszczono godło z herbu gminy. |
| Miasto i gmina Morąg |      | Flaga gminy została ustanowiona uchwałą nr XVI/201/03 z 19 listopada 2003. Jest to prostokątny płat tkaniny o proporcjach 5:8, podzielony na dwa równe pionowe pasy: żółty i zielony. W jego centralnej części umieszczono białą muszlę i czerwoną laskę pielgrzymią symbole św. Jakuba.                                                                                        |
| Miasto Ostróda       |      | Flaga miasta została ustanowiona uchwałą nr XXII/118/96 z 14 lutego 1996. Jest to prostokątny płat tkaniny o proporcjach 9:11, podzielony na cztery ćwiartki: dwie białe i dwa czerwone (kanton jest czerwony). W lewym górnym rogu umieszczono godło z herbu miasta. Flaga nawiązuje do opisanej przez Jana Długosza w dziele Banderia Prutenorum krzyżackiej chorągwi miasta. |
| Gmina Ostróda        |      | Flaga gminy została ustanowiona 18 grudnia 1996. Jest to prostokątny płat tkaniny o proporcjach 5:8, podzielony na trzy równe poziome pasy: czerwony, żółty i zielony. |

### Powiat piski
| Gmina                       | Wzór | Opis |
| --------------------------- | ---- | --- |
| Miasto i gmina Orzysz       |      | Flaga gminy została ustanowiona uchwałą nr XLVI/659/06 z 30 sierpnia 2006. Jest to prostokątny płat tkaniny o proporcjach 5:8, podzielony na trzy równe poziome pasy: żółty, zielony i niebieski. |
| Miasto i gmina Ruciane-Nida |      | Flaga gminy została ustanowiona uchwałą nr XXII/62/2004 z 27 lipca 2004. Jest to prostokątny płat tkaniny koloru białego, w którego centralnej części umieszczono herb gminy.                     |

### Powiat szczycieński
| Gmina                   | Wzór | Opis |
| ----------------------- | ---- | --- |
| Gmina Dźwierzuty        |      | Flaga gminy to prostokątny płat tkaniny o proporcjach 5:8, podzielony na trzy równe poziome pasy: dwa złote i zielony. |
| Gmina Jedwabno          |      | Flaga gminy została ustanowiona 12 października 1999. Jest to prostokątny płat tkaniny o proporcjach 5:8, podzielony na trzy pionowe pasy: dwa czerwone i złoty w stosunku 1:4:1. W jego centralnej części umieszczono czarnego kormorana, pochodzącego z herbu gminy. |
| Miasto i gmina Pasym    |      | Flaga gminy została ustanowiona uchwałą nr XXXIX/264/2018 z 10 maja 2018. Jest to prostokątny płat tkaniny o proporcjach 5:8, podzielony na trzy równe pionowe pasy: dwa niebieskie i biały.                                                                           |
| Gmina Rozogi            |      | Flaga gminy została ustanowiona uchwałą nr XXIV/175/17 z 27 czerwca 2017. Jest to prostokątny płat tkaniny o proporcjach 5:8, podzielony na trzy pionowe pasy: dwa czerwone i złoty w stosunku 1,5:5:1,5. W jego centralnej części umieszczono godło z herbu gminy.    |
| Miasto Szczytno         |      | Flaga miasta to prostokątny płat tkaniny o proporcjach 5:8, podzielony na trzy równe pionowe pasy: zielony, biały i czerwony. W jego centralnej części może znajdować się herb miasta.                                                                                 |
| Gmina Szczytno          |      | Flaga gminy została ustanowiona uchwałą nr XIX/139/04 z 22 czerwca 2004. Jest to prostokątny płat tkaniny o proporcjach 5:8, podzielony na dwa równe poziome pasy: zielony i żółty w stosunku 2:1. W jego centralnej części umieszczono herb gminy.                    |
| Gmina Świętajno         |      | Flaga gminy została ustanowiona 30 października 1997. Jest to prostokątny płat tkaniny o proporcjach 5:8, podzielony na dwa równe poziome pasy: zielony i złoty. |
| Miasto i gmina Wielbark |      | Flaga gminy została ustanowiona uchwałą nr XXXIII/192/06 z 14 września 2006. Jest to prostokątny płat tkaniny o proporcjach 5:8, podzielony na trzy pionowe pasy: dwa czerwone i biały w stosunku 1:3:1. W jego centralnej części umieszczono herb miasta.             |